# San Ignacio (provincie)
| San Ignacio                                               | San Ignacio                                |
| --------------------------------------------------------- | ------------------------------------------ |
| Steagul provinciei                                        |                                            |
| Harta localizării provinciei în cadrul regiunii Cajamarca |                                            |
| Informații generale                                       |                                            |
| Nume nativ                                                | Provincia de San Ignacio                   |
| Țară                                                      | Peru                                       |
| Regiune                                                   | Cajamarca                                  |
| Primar                                                    | Carlos Alfonso Martínez Solano (2000-2014) |
| - Capitală                                                | San Ignacio de la Frontera                 |
| - Suprafață totală                                        | 4990 km2                                   |
| - Districte                                               | 7                                          |
| Populație                                                 |                                            |
| An recensământ                                            | 2005                                       |
| - Totală                                                  | 127 523                                    |
| - Densitate                                               | 25,56/km2                                  |
| Fus orar                                                  | UTC-5                                      |
| Sit web                                                   | http://www.munisanignacio.gob.pe/          |
| UBIGEO                                                    | 0609                                       |
| Modifică text                                             |                                            |

San Ignacio este una dintre cele treisprezece provincii din regiunea Cajamarca din Peru. Capitala este orașul San Ignacio de la Frontera. Se învecinează cu provinciile Jaén și Piura, cu regiunea Amauzonas și cu statul Ecuador.

## Diviziune teritorială
Provincia este divizată în 7 districte (spaniolă: distritos, singular: distrito):
- San Ignacio
- Chirinos
- Huarango
- La Coipa
- Namballe
- San José de Lourdes
- Tabaconas

## Capitala
Capitala acestei provincii este orașul San Ignacio.